# 제트스트림
제트스트림은 일본의 기업인 미쓰비시 연필에서 생산하는 볼펜이다. 5세대 초저점도 유성잉크 사용으로 매우 부드럽게 써지기 때문에 속기에 적합하다. 0.38, 0.5, 0.7, 1.0mm 등 굵기가 다양하고 일반적으로 검정, 빨강이 많이 팔리지만 초록색과, 연두색, 오렌지까지 여러 색상이 있다. 미국 등 다른 해외에서도 팔리고 있으며 이 경우 RT(노크식)버전과 일반(캡)버전으로 0.7/1.0mm 굵기로 주로 판매하고 있다. 보통 유럽 등지에서는 SXN-150은 제트스트림 SPORT로 팔리며 일본이나 한국 등에서 팔리는 모델과 다른 점은 바디가 노크 부분을 제외하고는 완전히 검은색이다.

## 기능

### 장점
수년간 여러 경쟁제품이 나왔지만 국내에서도 제트스트림의 우위가 굳건하다. 모나미 153은 물론, 경쟁사의 4, 5세대 잉크를 사용하는 제품인 아크로볼, 비쿠냐, FX Zeta 등에 비해 볼펜 잉크의 뭉침 발생 면에서는 우위를 보인다.

### 단점
볼펜의 농도가 약해지다가 일반 볼펜보다 못해지는 것을 관찰할 수 있다. 너무 강한 필압을 주어서 볼이 약간 안으로 들어간 것이다. 제조 연도에 따라 질이 다르기도 하기에, 내구성이 좋지 못하다. 그러나 내구성이 그리 나쁘지 않다.

## 종류
색깔은 8개로, 베이비 핑크, 레드, 오렌지, 라임 그린, 그린, 라이트 블루, 블루, 퍼플이 있다.

### 제트스트림 101
일본 외 다른 곳에서 파는 저가형 제트스트림이다.

### 제트스트림 210
제트스트림의 고급 라인업이다.

### 제트스트림 310
제트스트림의 최고급 라인업이다. 

### 제트스트림 엣지
0.28 유성볼펜이다.